# ハリー・ポッターと秘密の部屋 (映画)
『ハリー・ポッターと秘密の部屋』（Harry Potter and the Chamber of Secrets）は、J・K・ローリングの1998年の同名小説を原作とする、監督クリス・コロンバス、脚本スティーヴ・クローヴスによる、2002年のファンタジー映画である。デヴィッド・ハイマン製作のこの作品は、『ハリー・ポッターと賢者の石』（2001年）の続編で、ハリー・ポッター映画シリーズの第2作である。この映画ではダニエル・ラドクリフがハリー・ポッター役で主演し、ルパート・グリントとエマ・ワトソンがそれぞれ彼の親友ロン・ウィーズリーとハーマイオニー・グレンジャー役を演じた。物語は、ハリーがホグワーツ魔法魔術学校に入学して2年目、サラザール・スリザリンの継承者が「秘密の部屋」を開き、ホグワーツの生徒たちを石化させる怪物を解き放つところから始まる。
本作は、ワーナー・ブラザース・ピクチャーズにより2002年11月15日にイギリスとアメリカで公開された。批評家たちは、その深みのある筋書きや美術セット、若い観客に相応しい物語を称賛し、批評的にも商業的にも成功を収め、全世界で8億7900万ドルの興行収入を上げ、2002年の興行収入第2位の映画となった。本作は、英国アカデミー賞のプロダクションデザイン賞、音響賞、視覚効果賞など、多くの賞にノミネートされた。続編は『ハリー・ポッターとアズカバンの囚人』（2004）である。

## スタッフ
- 製作：デヴィッド・ハイマン、クリス・コロンバス、マーク・ラドクリフ
- 監督：クリス・コロンバス
- 脚本：スティーヴ・クローヴス
- 音楽：ジョン・ウィリアムズ
- 製作総指揮：マーク・ラドクリフ、マイケル・バーナソン、デヴィッド・バロン
- 編集：ピーター・ホーネス
- 撮影：ロジャー・プラット
- 美術デザイン：スチュアート・クレイグ
- 装置監督: ステファニー・マクミラン
- 衣装：リンディ・ヘミング
- キャスティング：カレン・リンジー＝スチュワート
- 特殊メイク効果：ニック・ダドマン
- 視覚効果監修：ティム・バーク（英語版）
- 視覚効果：インダストリアル・ライト&マジック、フレームストアCFC、ムービング・ピクチャー・カンパニー、リーダー・セレビック、ジム・ヘリクソン・クリーチャー・ショップ、コンピューター・フィルム・カンパニー、ミル・フィルム、シネ・サイト

## キャスト
| 役名                                 | 役名                                 | 俳優                         | 日本語吹替 |
| ------------------------------------ | ------------------------------------ | ---------------------------- | ---------- |
| ハリー・ポッター                     | ハリー・ポッター                     | ダニエル・ラドクリフ         | 小野賢章   |
| ロン・ウィーズリー                   | ロン・ウィーズリー                   | ルパート・グリント           | 常盤祐貴   |
| ハーマイオニー・グレンジャー         | ハーマイオニー・グレンジャー         | エマ・ワトソン               | 須藤祐実   |
| アルバス・ダンブルドア               | アルバス・ダンブルドア               | リチャード・ハリス           | 永井一郎   |
| ミネルバ・マクゴナガル               | ミネルバ・マクゴナガル               | マギー・スミス               | 谷育子     |
| ルビウス・ハグリッド                 |                                      | ロビー・コルトレーン         | 斎藤志郎   |
| ルビウス・ハグリッド                 | 学生時                               | マーティン・ベイフィールド   | 斎藤志郎   |
| セブルス・スネイプ                   | セブルス・スネイプ                   | アラン・リックマン           | 土師孝也   |
| ギルデロイ・ロックハート             | ギルデロイ・ロックハート             | ケネス・ブラナー             | 内田直哉   |
| ドビーの声                           | ドビーの声                           | トビー・ジョーンズ           | 高木渉     |
| ドラコ・マルフォイ                   | ドラコ・マルフォイ                   | トム・フェルトン             | 三枝享祐   |
| ネビル・ロングボトム                 | ネビル・ロングボトム                 | マシュー・ルイス             | 上野容     |
| ジニー・ウィーズリー                 | ジニー・ウィーズリー                 | ボニー・ライト               | 高野朱華   |
| ポモーナ・スプラウト                 | ポモーナ・スプラウト                 | ミリアム・マーゴリーズ       | 山本与志恵 |
| フィリウス・フリットウィック         | フィリウス・フリットウィック         | ワーウィック・デイヴィス     |            |
| アーガス・フィルチ                   | アーガス・フィルチ                   | デイビッド・ブラッドリー     | 青野武     |
| マダム・ポンフリー                   | マダム・ポンフリー                   | ジェマ・ジョーンズ           | 麻生美代子 |
| マダム・ピンス                       | マダム・ピンス                       | サリー・モルトモア           |            |
| バーノン・ダーズリー                 | バーノン・ダーズリー                 | リチャード・グリフィス       | 楠見尚己   |
| ペチュニア・ダーズリー               | ペチュニア・ダーズリー               | フィオナ・ショウ             | さとうあい |
| ダドリー・ダーズリー                 | ダドリー・ダーズリー                 | ハリー・メリング             | 忍足航己   |
| モリー・ウィーズリー                 | モリー・ウィーズリー                 | ジュリー・ウォルターズ       | 一龍斎貞友 |
| アーサー・ウィーズリー               | アーサー・ウィーズリー               | マーク・ウィリアムズ         | 梅津秀行   |
| フレッド・ウィーズリー               | フレッド・ウィーズリー               | ジェームズ・フェルプス       | 尾崎光洋   |
| ジョージ・ウィーズリー               | ジョージ・ウィーズリー               | オリバー・フェルプス         | 尾崎光洋   |
| オリバー・ウッド                     | オリバー・ウッド                     | ショーン・ビガースタッフ     | 川島得愛   |
| ビンセント・クラッブ                 | ビンセント・クラッブ                 | ジェイミー・ウェイレット     | 忍足航己   |
| グレゴリー・ゴイル                   | グレゴリー・ゴイル                   | ジョシュア・ハードマン       | 海宝直人   |
| シェーマス・フィネガン               | シェーマス・フィネガン               | デヴォン・マーレイ           | 渡辺悠     |
| ディーン・トーマス                   | ディーン・トーマス                   | アルフレッド・イーノック     | 山本隆平   |
| パーシー・ウィーズリー               | パーシー・ウィーズリー               | クリス・ランキン             | 宮野真守   |
| リー・ジョーダン                     | リー・ジョーダン                     | ルーク・ヤングブラッド       | 進藤一宏   |
| ケイティ・ベル                       | ケイティ・ベル                       | エミリー・デイル             |            |
| アンジェリーナ・ジョンソン           | アンジェリーナ・ジョンソン           | ダニエル・テイラー           |            |
| ラベンダー・ブラウン                 | ラベンダー・ブラウン                 | キャスリーン・コーリー       |            |
| コリン・クリービー                   | コリン・クリービー                   | ヒュー・ミッチェル           | 有馬優人   |
| マーカス・フリント                   | マーカス・フリント                   | ジェイミー・イェイツ         | 天田真人   |
| ジャスティン・フィンチ＝フレッチリー | ジャスティン・フィンチ＝フレッチリー | エドワード・ランデル         | 海宝直人   |
| スーザン・ボーンズ                   | スーザン・ボーンズ                   | エレノア・コロンバス         |            |
| ペネロピー・クリアウォーター         | ペネロピー・クリアウォーター         | ジェンマ・パドリー           |            |
| アーニー・マクミラン                 | アーニー・マクミラン                 | ルイス・ドイル               |            |
| ハンナ・アボット                     | ハンナ・アボット                     | シャーロット・スキーチ       |            |
| ほとんど首無しニック                 | ほとんど首無しニック                 | ジョン・クリーズ             | たかお鷹   |
| 嘆きのマートル                       | 嘆きのマートル                       | シャーリー・ヘンダーソン     | 坂本千夏   |
| コーネリウス・ファッジ               | コーネリウス・ファッジ               | ロバート・ハーディ           | 篠原大作   |
| グレンジャー氏                       | グレンジャー氏                       | トム・ナイト                 |            |
| グレンジャー夫人                     | グレンジャー夫人                     | ヘザーブリーズデール         |            |
| メーソン氏                           | メーソン氏                           | ジム・ノートン               |            |
| メーソン夫人                         | メーソン夫人                         | ヴェロニカ・クリフォード     |            |
| キングス・クロス駅の駅員             | キングス・クロス駅の駅員             | ハリー・テイラー             | 石住昭彦   |
| ボージン（未公開シーン）             | ボージン（未公開シーン）             | エド・チューダー＝ポール     |            |
| アーマンド・ディペット               | アーマンド・ディペット               | アルフレッド・バーク         |            |
| アラゴグの声                         | アラゴグの声                         | ジュリアン・グローヴァー     | 益富信孝   |
| 組分け帽子の声                       | 組分け帽子の声                       | レスリー・フィリップス       | 石森達幸   |
| ジェームズ・ポッター                 | ジェームズ・ポッター                 | エイドリアン・ローリンズ     |            |
| リリー・ポッター                     | リリー・ポッター                     | ジェラルディン・ソマーヴィル |            |
| ルシウス・マルフォイ                 | ルシウス・マルフォイ                 | ジェイソン・アイザックス     | 諸角憲一   |
| トム・マールヴォロ・リドル           | トム・マールヴォロ・リドル           | クリスチャン・コールソン     | 石田彰     |

- 日本語版制作スタッフ
  - その他声の出演：よのひかり、小暮英麻、浅井清己、たかはし智秋
  - 演出：木村絵理子、翻訳：岸田恵子、翻訳監修：松岡佑子、プロデューサー：尾谷アイコ／小出春美（ワーナー・ホーム・ビデオ）
  - 編集：オムニバス・ジャパン、録音：高久孝雄／田中和成／金谷和美／池田裕貴
  - 日本語版制作：ワーナー・ホーム・ビデオ／東北新社

## 制作

### 衣装デザインおよび美術デザイン

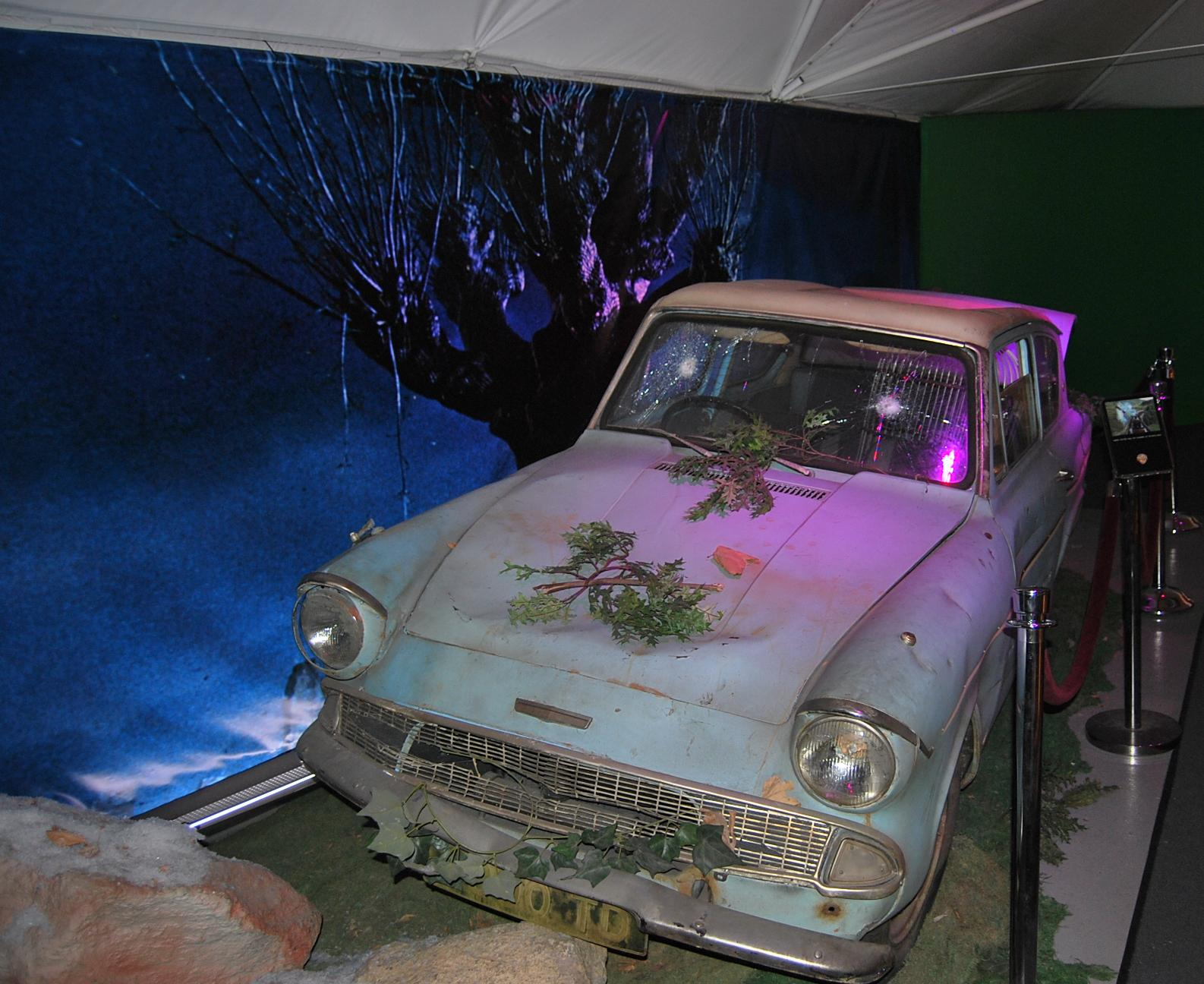
映画で使われた空飛ぶフォード・アングリア

プロダクションデザイナーのスチュアート・クレイグは、1作目では見られなかった新しい要素をデザインするため、この続編に戻ってきた。クレイグは、アーサー・ウィーズリーのマグルへの関心に基づいて、建築廃材を利用して垂直に建てられた隠れ穴を設計した。ウィーズリー氏の空飛ぶ車は、1962年式フォード・アングリア 105Eから作られた。「秘密の部屋」は、長さ76メートル (249 ft)以上、幅36.5メートル (119.8 ft)以上の大きさで、この物語のために作られた最大のセットだった。組分け帽子とグリフィンドールの剣が置かれているダンブルドアの校長室も、この映画のために作られた。
リンディ・ヘミングスは『秘密の部屋』の衣装デザインを担当した。彼女は、すでに確立されたキャラクターの外見の多くを残し、この続編で登場する新しい人物に焦点を当てることにした。ギルデロイ・ロックハートの衣装は、他の登場人物の「暗く、落ち着いた、または地味な色」とは対照的に、明るい色を取り入れた。ギルデロイ・ロックハート役のケネス・ブラナーは、｢私たちは、時代遅れの男前と、ホグワーツに溶け込めそうな人を掛け合わせたものを作りたかった。｣と語っている。ヘミングスは、ルシウス・マルフォイの衣装も完璧に仕上げた。当初の構想の1つはピンストライプのスーツを着用していたが、彼の貴族としての資質を際立たせ、「古い感覚」を反映させるために、毛皮と蛇の頭の杖に変更された。

### 撮影
前作の公開からわずか3日後、2001年11月19日に主要撮影が開始された。第2班は、主に空飛ぶ車の場面の撮影を、その3週間前から開始していた。撮影は、主としてハートフォードシャー州のリーブスデン・スタジオで行われ、マン島でも行われた。キングス・クロス駅は9と3/4番線ホームの撮影場所として使われたが、外観の撮影にはセント・パンクラス駅が使われた。グロスター大聖堂は、ダラム大聖堂、アルニック城、ラコック修道院、オックスフォード大学のボドリアン図書館とともに、ホグワーツ魔法学校の舞台として使われた。隠れ穴は、リーブスデン・スタジオ前にある、アボッツ・ラングレー村のジプシー通りに建てられた。
ロジャー・プラットは、『秘密の部屋』を「登場人物と物語の成長」を反映し、前作よりも「暗くエッジの効いた雰囲気」を出すために、撮影監督として起用された。クリス・コロンバス監督は、より自由な動きができるように手持ちカメラを採用したが、彼はこれを「(彼の)映画監督としての出発点」であると考えている 。ケンブリッジ大学の言語学教授フランシス・ノーランは、映画の中で蛇が話す言語であるパーセルタングを創った。主要撮影は2002年7月に終了した。

### 音響設計
『ハリー・ポッターと秘密の部屋』で起こる出来事のため、本作の音響効果は前作よりもはるかに雄大なものとなった。サウンド・デザイナー兼共同監修のサウンド・エディターであるランディ・トムは、カリフォルニアのスカイウォーカー・サウンドで初期の構想を練り、イギリスのシェパートン・スタジオで主要な作業を行ったあと、この続編に戻りPro Toolsを使って仕事を完成させた。
トムは暴れ柳に声を与えようと、自分の声を遅くして、周波数ごとに調整し、低音を強調した、深いうなり声を出した。マンドレイクについては、「『うーん、こんなの聞いたことがない』と思えるような珍しい音にする」ために、赤ちゃんの泣き声と女性の叫び声を組み合わせた。
トムはバジリスクを、「巨大な蛇ですが、ドラゴンのようでもあり。あのような歯を持っている蛇はそうそういませんし。シューという音を出したり、唸り声を上げたりしなければなりませんし、最後には苦痛を感じることもありました」といい、挑戦だと述べた。トムは自分の声と、虎の咆哮や、馬や象の声を混ぜ合わせた。

### 特殊効果・視覚効果
視覚効果の制作には、映画が完成する2002年10月9日までの9ヶ月間かかった。
インダストリアル・ライト&マジック、ミル、ムービング・ピクチャー・カンパニー（MPC）、シネサイトおよびフレームストアが作品中の約950の視覚効果ショットを手掛けた。Jim Mitchellとニック・デイヴィスが視覚効果スーパーバイザーを務めた。中でも、彼らはCGキャラクターである屋敷しもべ妖精のドビー、バジリスク、およびピクシー妖精などの制作を担当した。MPCのChas JarrettはCGスーパーバイザーとして、本作でCGを使用しているショットのアプローチを監督した。70人のスタッフで、2001年9月から2002年10月までに同社は251ショットを制作し、そのうち244ショットが本作に採用された。
視覚効果チームは、不死鳥のフォークス、マンドレイク、アクロマンチュラのアラゴグ、およびバジリスクの最初の25フィート (8 m)を考案した、クリーチャー効果スーパーバイザーのニック・ダッドマンと協力した。ダッドマンによれば、「アラゴグはクリーチャー部門にとって重要な挑戦だった」という。この巨大な蜘蛛は、高さ9フィート (3 m)、脚の長さ18フィート (5 m)で、それぞれを別のチームのメンバーが制御しなければならなかった。アラゴグ全体の重さは4分の3トンある。アニマトロニクスのアラゴグをセットで操作するには、15人以上の人手が必要だった。
暴れ柳の場面には、プラクティカル・エフェクトと視覚効果の組み合わせが必要だった。特殊効果スーパーバイザーのジョン・リチャードソンと彼のチームは、空飛ぶ車にぶつけるために機械操作の枝を作った。シェパートン・スタジオには3分の1スケールのセットが組み立てられ、100フィート (30 m)以上の高さに見えるよう遠近感を強調し木の上部3分の1が実物大で作られた。中庭と木は3Dで作られました。中庭と木は3Dで作られた。一部のショットはすべてデジタルで行われた。Jarrett氏は、この場面の「最大の課題」はレンダリングであったと指摘し、「あまりにも多くのことが起こっていた。本当に膨大な量だった。」と理由を挙げた。

### 音楽
前作の作曲を担当したジョン・ウィリアムズが、『ハリー・ポッターと秘密の部屋』の作曲をするため戻ってきた。ウィリアムズは『スター・ウォーズ エピソード2/クローンの攻撃』と『マイノリティ・リポート』の作曲を完了し、『キャッチ・ミー・イフ・ユー・キャン』の作曲に取り掛かるところだったため、本作の作曲は難しいことが判った。そのため、ウィリアム・ロスを起用し、ウィリアムズが機会があるたびに作曲していた素材に『賢者の石』のテーマを編曲してもらうことにした。サウンドトラック・アルバムは2002年11月12日に発売された。

## 配給

### マーケティング
この映画の映像は2002年の夏にオンラインで公開され始め、映画館では「スクービー・ドゥー」の公開と同時に特報が公開された。この映画を基にしたビデオゲームが2002年11月初旬にエレクトロニック・アーツからゲームキューブ、PlayStation 2、Xboxなど複数のゲーム機で発売された。また前作で決めた販売計画の成功を継続し、タイアップ商品であるレゴの「秘密の部屋」が品薄になったとの報道があった。

### 映像ソフト
この映画は、VHSテープと、拡大された場面や削除された場面、インタビューを含むフルスクリーン／ワイドスクリーンデジパック仕様2枚組特別版DVDの両方が、イギリス、アメリカ、およびカナダで2003年4月11日に最初に発売された。2007年12月11日にはBlu-ray版が発売された。2009年12月8日には、新しい映像、テレビ・コマーシャル、削除された場面を編集した拡大版、および長編スペシャル「Creating the World of Harry Potter Part 2: Characters」を収録したアルティメット・エディションが発売された。拡大版の上映時間は約174分で、以前に一部のテレビ放送で上映されていた。
日本ではワーナー・ブラザース・ホームエンターテイメントよりブルーレイ、DVDが発売。
- ハリー・ポッターと秘密の部屋 特別版（DVD2枚組、2003年4月25日発売）
- ハリー・ポッターと秘密の部屋 1枚組版（DVD1枚組）
- 【初回限定生産】ハリー・ポッター DVD特別版 ツインパック（4枚組）
- ハリー・ポッターと秘密の部屋 ブルーレイ（1枚組）
- 【数量限定生産】ハリー・ポッターと秘密の部屋 ブルーレイ アルティメット・コレクターズ・エディション（3枚組、2009年12月23日発売）
- 【数量限定生産】ハリー・ポッターと秘密の部屋 DVD アルティメット・コレクターズ・エディション（4枚組、2009年12月23日発売）
- ハリー・ポッターと秘密の部屋 コレクターズ・エディション（Blu-ray版：3枚組 / DVD版：4枚組、2016年3月23日発売）
- ハリー・ポッターと秘密の部屋 〈4K ULTRA HD&ブルーレイセット〉（3枚組、2017年12月20日発売）

## 評判

### 興行成績
『ハリー・ポッターと秘密の部屋』は、2002年11月3日にオデオン・レスター・スクエアで世界初公開され、2002年11月15日にイギリスとアメリカで公開された。この映画は公開と同時に複数の記録を更新した。北米では、この映画は公開初週の週末、3,682の映画館で8,840万ドルの興行収入を記録し、『スパイダーマン』、『ハリー・ポッターと賢者の石』に次いで当時3番目に大きな開演となった。また、連続しない2週間の週末で興行収入首位を獲得した。イギリスでは、この映画はそれまで『賢者の石』が持っていたオープニング記録をすべて破った。試写会を含むオープニングで1890万ポンド（1ポンド191.01円換算で約36億1009万円）、試写会を除くと1090万ポンド（同20億8201万円）の興行収入を記録した。イギリスでの興行収入は5,480万ポンドで、これは当時、イギリスでの歴代興行収入の第5位だった。
この映画は全世界で合計8億7,900万ドルの興行収入を記録した。これは『ロード・オブ・ザ・リング/二つの塔』に次いで、2002年の全世界での興行収入の第2位であり、また『スパイダーマン』、『二つの塔』、『スター・ウォーズ エピソード2/クローンの攻撃』に次いで、2億6,200万ドルで同年の北米における興行収入の第4位を記録した。しかしアメリカ以外ではこの年の第1位の映画であり、『二つの塔』の5億8,450万ドルに対し、6億1,700万ドルを記録した。

### 批評家の反応
Rotten Tomatoesでは、この映画は238件のレビューに対して82％の支持率を得ており、平均評価は7.2/10となっている。Rotten Tomatoesの「批評家の総意（CRITICS CONSENSUS）」は「若い観客にとってはより魅力的かもしれないが、『秘密の部屋』は前作よりも暗いが活気があり、第1作の世界観を広げ向上させている。」と解釈している。Metacriticでは、35人の批評家による加重平均得点が100点満点中63点であり、「おおむね好意的な評価」となっている。CinemaScoreによる調査では観客はハリー・ポッターシリーズの中で唯一「A+」を与えた。
ロジャー・イーバートは、『秘密の部屋』に4つ星中の星4つを与え、特にセットデザインを賞賛した。「エンターテインメント・ウィークリー誌」は、この映画が前作より優れており、より暗いと称賛した。「そしてその中でも今回の『ハリーポッター』が非常にうまくいっているのは、観客にとって、より暗く、より恐ろしい雰囲気を深めていることだ。これは本来あるべき姿だ。ハリーの物語は、より暗くなると考えられる。」。リチャード・ローパーは、コロンバス監督の演出と映画が原作に忠実であることを称賛し、次のように述べている。「クリス・コロンバス監督は、物語に忠実というだけでなく、それを映画の時代に合わせた本当に素晴らしい仕事をしています。」。バラエティ誌は、この映画は過度に長いが、より暗く劇的だと称賛し、原作とは別に映画独自の命を与える自信と見え隠れする才能は『賢者の石』が成し得なかったものだと述べている。『ニューヨーク・タイムズ』のA・O・スコットはこう述べている。「興奮を感じるのではなく、打ちのめされ、疲れ果てたように感じるかもしれないが、最終的にはそれほどひどく失望することはないだろう。」。
「ローリング・ストーン」誌のピーター・トラヴァースは、この映画は長すぎて原作に忠実すぎると非難した。「またしても、クリス・コロンバス監督はローリングにかしこまって、創造性を抑え込み、3時間近くも映画を引きずらせた」と。「ロサンゼルス・タイムズ」のケネス・トゥーランは、「既視感の繰り返しで、あなたが第1作についてどういう意見を持っていても、それが賛成でも反対でも、この作品の感想になりそう」といい、この映画を陳腐な展開とみなしている。

### 受賞歴
『秘密の部屋』は、英国アカデミー賞の3部門、プロダクションデザイン賞、音響賞、および視覚効果賞）にノミネートされた。この映画は6つのサターン賞にもノミネートされた。また、第1回視覚効果協会賞では2つの賞にノミネートされた。放送映画批評家協会は、ファミリー映画賞と作曲賞を授与し、デジタル演技賞（トビー・ジョーンズ）にもノミネートされた。
| 賞                                            | 授賞式の日付           | 部門                                                     | 受賞者                                                                                               | 結果       | Ref.   |
| --------------------------------------------- | ---------------------- | -------------------------------------------------------- | --- | ---------- | ------ |
| アマンダ賞                                    | 2003年8月22日          | Best Foreign Feature Film                                | ハリー・ポッターと秘密の部屋                                                                         | ノミネート | [ 71 ] |
| ボギー賞                                      | 2002                   | Bogey Award in Platinum                                  | ハリー・ポッターと秘密の部屋                                                                         | 受賞       | [ 72 ] |
| 英国アカデミー賞                              | 2003年2月23日          | プロダクションデザイン賞                                 | スチュアート・クレイグ                                                                               | ノミネート | [ 66 ] |
| 英国アカデミー賞                              | 2003年2月23日          | 音響賞                                                   | ランディ・トム, Dennis Leonard, John Midgley, Ray Merrin, Graham Daniel and リック・クライン         | ノミネート | [ 66 ] |
| 英国アカデミー賞                              | 2003年2月23日          | 視覚効果賞                                               | Jim Mitchell, ニック・デイヴィス, ジョン・リチャードソン, Bill George and Nick Dudman                | ノミネート | [ 66 ] |
| クリティクス・チョイス・アワード              | 2003年1月17日          | ファミリー映画賞                                         | ハリー・ポッターと秘密の部屋                                                                         | 受賞       | [ 69 ] |
| クリティクス・チョイス・アワード              | 2003年1月17日          | 作曲賞                                                   | ジョン・ウィリアムズ                                                                                 | 受賞       | [ 69 ] |
| クリティクス・チョイス・アワード              | 2003年1月17日          | デジタル演技賞                                           | トビー・ジョーンズ                                                                                   | ノミネート | [ 70 ] |
| Broadcast Music Incorporated Film & TV Awards | 2003年5月14日          | BMI Film Music Award                                     | ジョン・ウィリアムズ                                                                                 | 受賞       | [ 73 ] |
| ゴールデン・リール賞                          | 2003年3月22日          | Best Sound Editing – Foreign Film                        | ランディ・トム, Dennis Leonard, Derek Trigg, Martin Cantwell, Andy Kennedy, Colin Ritchie, Nick Lowe | ノミネート | [ 74 ] |
| GoldSpirit Awards                             | 2003                   | Best Recording Edition                                   | ジョン・ウィリアムズ                                                                                 | bronze     | [ 75 ] |
| GoldSpirit Awards                             | 2003                   | Best Sci-Fi/Fantasy Theme                                | ジョン・ウィリアムズ                                                                                 | bronze     | [ 75 ] |
| グラミー賞                                    | 2004年2月8日           | 映画・テレビサウンドトラック部門                         | ジョン・ウィリアムズ                                                                                 | ノミネート | [ 76 ] |
| ヒューゴー賞                                  | 2003年8月28日 - 9月1日 | 映像部門 長編部門                                        | ハリー・ポッターと秘密の部屋                                                                         | ノミネート | [ 77 ] |
| 日本アカデミー賞                              | 2003年3月7日           | 外国作品賞                                               | ハリー・ポッターと秘密の部屋                                                                         | ノミネート | [ 78 ] |
| ニコロデオン・キッズ・チョイス・アワード      | 2003年4月12日          | Kids' Choice Award for Favorite Movie                    | ハリー・ポッターと秘密の部屋                                                                         | ノミネート | [ 79 ] |
| ロンドン映画批評家協会賞                      | 2003年2月12日          | British Supporting Actor of the Year                     | ケネス・ブラナー                                                                                     | 受賞       | [ 80 ] |
| MTVムービーアワード                           | 2003年5月31日          | Best Virtual Performance                                 | トビー・ジョーンズ                                                                                   | ノミネート | [ 81 ] |
| オンライン映画批評家協会                      | 2003年1月6日           | Best Visual Effects                                      | ジョン・リチャードソン                                                                               | ノミネート | [ 82 ] |
| サターン賞                                    | 2003年5月18日          | ファンタジー映画賞                                       | ハリー・ポッターと秘密の部屋                                                                         | ノミネート | [ 67 ] |
| サターン賞                                    | 2003年5月18日          | 若手俳優賞                                               | ダニエル・ラドクリフ                                                                                 | ノミネート | [ 67 ] |
| サターン賞                                    | 2003年5月18日          | 監督賞                                                   | クリス・コロンバス                                                                                   | ノミネート | [ 67 ] |
| サターン賞                                    | 2003年5月18日          | 衣装デザイン賞                                           | リンディ・ヘミングス                                                                                 | ノミネート | [ 67 ] |
| サターン賞                                    | 2003年5月18日          | メイクアップ賞                                           | Nick Dudman, Amanda Knight                                                                           | ノミネート | [ 67 ] |
| サターン賞                                    | 2003年5月18日          | 特殊効果賞                                               | John Mitchell, ニック・デイヴィス, ジョン・リチャードソン, Bill George                               | ノミネート | [ 67 ] |
| スティンカーズ最悪映画賞                      | 2003年3月16日          | Most Annoying Non-Human Character                        | 屋敷しもべ妖精のドビー                                                                               | ノミネート | [ 83 ] |
| 視覚効果協会                                  | 2003年2月19日          | Best Character Animation in a Live Action Motion Picture | "Dobby's Face" – David Andrews, Steve Rawlins, Frank Gravatt, Douglas Smythe                         | ノミネート | [ 68 ] |
| 視覚効果協会                                  | 2003年2月19日          | Best Compositing in a Motion Picture                     | "Quidditch Match" – Dorne Huebler, Barbara Brennan, Jay Cooper, Kimberly Lashbrook                   | ノミネート | [ 68 ] |

## テレビ放映
| 回数 | 放送局     | 放送枠           | 放送日         | 放送時間      | 放送分数 | 平均世帯 視聴率 | 備考                                         |
| ---- | ---------- | ---------------- | -------------- | ------------- | -------- | --------------- | -------------------------------------------- |
| 1    | 日本テレビ | 金曜ロードショー | 2005年12月2日  | 20:00 - 23:19 | 199分    | 21.7%           | 地上波初放送 ノーカット 88分拡大、63分繰上げ |
| 2    | TBS        | （なし）         | 2007年7月25日  | 19:45 - 22:48 | 183分    | 15.7%           | ノーカット 69分拡大                          |
| 3    | フジテレビ | 土曜プレミアム   | 2008年3月29日  | 20:03 - 23:10 | 183分    | 12.1%           | 57分拡大、57分繰上げ                         |
| 4    | テレビ朝日 | 日曜洋画劇場     | 2010年11月21日 | 21:00 - 23:39 | 159分    | 12.1%           | 45分拡大                                     |
| 5    | 日本テレビ | 金曜ロードSHOW!  | 2013年3月22日  | 21:00 - 23:29 | 149分    | 11.2%           | 35分拡大                                     |
| 6    | 日本テレビ | 金曜ロードSHOW!  | 2015年5月29日  | 21:00 - 23:24 | 144分    | 15.5%           | 30分拡大                                     |
| 7    | 日本テレビ | 金曜ロードSHOW!  | 2016年12月2日  | 21:00 - 23:24 | 144分    | 10.2%           | 30分拡大                                     |
| 8    | 日本テレビ | 金曜ロードSHOW!  | 2020年10月30日 | 21:00 - 23:24 | 144分    | 10.1%           | 30分拡大                                     |
| 9    | 日本テレビ | 金曜ロードショー | 2024年1月19日  | 21:00 - 23:24 | 144分    | 7.3%            | 30分拡大                                     |

- 視聴率はビデオリサーチ調べ、関東地区・世帯・リアルタイム。